# Legadue
Legadue, auch LegADue geschrieben, war die zweithöchste italienische Spielklasse im Basketball. Geführt wurde die Liga von der Organisation gleichen Namens, deren Sitz in Bologna war, in Kooperation mit dem nationalen Verband Federazione Italiana Pallacanestro. Die Liga selbst wurde daher wegen der Namensgleichheit offiziell als 'Campionato di Legadue' (wörtlich übersetzt: Meisterschaft der LigaZwei) geführt, im Sprachgebrauch war diese Unterscheidung aber nicht üblich. Die Liga wurde 2001 gegründet und löste damals die Serie A2 ab. Zeitgleich benannte sich die höchste Spielklasse Serie A1 in Lega Basket Serie A um.
Nach der Saison 2012/13 wurde der Spielbetrieb in der Legadue eingestellt, da diese Liga durch die Divisione Nazionale A Gold abgelöst wurde.

## Modus
In ihrer ersten Spielzeit 2001/02 traten vierzehn Mannschaften zur Hauptrunde an. Die ersten acht Mannschaften ermittelten in Play-offs einen Aufsteiger in die Serie A. Die beiden letztplatzierten Mannschaften stiegen ab, damals noch in die Serie B. In der folgenden Spielzeit stiegen beide Play-off-Finalisten auf, da Virtus Bologna aus der Serie A ausgeschlossen wurde. In der dritten Spielzeit 2003/04 war der Erstplatzierte der Hauptrunde direkt zum Aufstieg berechtigt, während die Play-offs zwischen den Mannschaften auf Platz zwei bis neun einen weiteren Aufsteiger ausspielten. In der Spielzeit 2004/05 wurde die Liga auf sechzehn Mannschaften erweitert und zusätzlich ein eigener Ligapokal ausgespielt. Dieser Modus wurde dann bis zur Spielzeit 2010/11 beibehalten. Seit der Saison 2010/11 gab es wieder nur noch einen sportlichen Aufsteiger, so dass sich der Hauptrundenerste wiederum über die Play-offs qualifizieren musste.

## Geschichte

### Serie A2 (1974 bis 2001)
Der Vorgänger der LegADue war die Serie A2, die 1974 unterhalb der Serie A, die sich fortan Serie A1 nannte, gegründet wurde und Mannschaften aus der zuvor dreigleisigen Serie B zusammenführte. Die regulär vierzehn Mannschaften umfassende Liga war zuletzt sportlich und wirtschaftlich wenig attraktiv, so dass in den letzten beiden Spielzeiten 1999 bis 2001 nur noch elf bzw. zehn Mannschaften am Spielbetrieb teilnahmen.

### LegADue (seit 2001)
Die neugegründete zweithöchste Spielklasse war dann in der Folge wirtschaftlich erfolgreicher. Diese Attraktivität spiegelte sich auch darin wider, dass die teilnehmenden Vereine neben US-amerikanischen Spielern, die in anderen europäischen Ländern erstklassig gespielt hatten, auch Nationalspieler aus nord- und osteuropäischen Ländern verpflichten konnten. Darunter waren auch die deutschen Nationalspieler Misan Nikagbatse (zwischen 2004 und 2009) und Sven Schultze (2009 bis 2010) sowie der österreichische Nationalspieler Benjamin Ortner (2007/08). Doch auch in dieser Liga kam es zu Insolvenzen teilnehmender Vereine. Durch Rückzüge und Ausschlüsse von Vereinen unter anderem auch aus der Serie A mussten daher selten beide sportlichen Absteiger einer Spielzeit tatsächlich absteigen; meistens konnte wenigstens ein Verein eine freigewordene Lizenz zum Ligaverbleib erreichen. In der Saison 2010/11 mussten allein drei Vereine mit den Basket Rimini Crabs, Snaidero Udine und Pallacanestro Ferrara Insolvenz anmelden, zudem gab es nach der Spielzeit den freiwilligen Rückzug von UC Casalpusterlengo. Gleichwohl traten zur Saison 2011/12 wiederum sechzehn Mannschaften an, die sich nach der Höherstufung von Umana Venezia in die Serie A auf fünfzehn reduzierten.
Nach der Saison 2012/13 erfolgte eine Neuausrichtung der Basketballligen in Italien von der zweithöchsten Liga abwärts bis zur fünfthöchsten Liga. Infolgedessen bildet nun die Divisione Nazionale A Gold die zweithöchste italienische Spielklasse im Basketball, die Legadue als solche existiert nicht mehr.

## Spielzeiten
| Saison  | Hauptrundenerster           | Play-off-Sieger           | Ligapokalsieger          | Abstiegsplätze                                    |
| ------- | --------------------------- | ------------------------- | ------------------------ | ------------------------------------------------- |
| 2001/02 | Bipop Carire Reggio Emilia1 | Pastificio di Nola Napoli | -                        | Premiata Montegranaro, Basket Bergamo             |
| 2002/03 | Sanic Teramo1               | Sanic Teramo              | -                        | Cimberio Novara2, Upea Capo d’Orlando             |
| 2003/04 | Bipop Carire Reggio Emilia  | Aurora Basket Jesi        | -                        | Andrea Costa Imola2, Virtus Banca Populare Ragusa |
| 2004/05 | Upea Capo d’Orlando         | Virtus Bologna            | Upea Capo d’Orlando      | Fabriano Basket2, Robur Basket Osimo              |
| 2005/06 | Scafati Basket              | Premiata Montegranaro     | Scafati Basket           | Junior Casale Monferrato2, Basket Trapani         |
| 2006/07 | NSB Rieti                   | Scavolini Pesaro          | NSB Rieti                | Andrea Costa Imola2, Cimberio Novara2             |
| 2007/08 | CARIFE Ferrara              | Pepsi Caserta             | Aurora Jesi              | RB Montecatini Terme, Ignis Novara                |
| 2008/09 | Cimberio Varese             | Vanoli Soresina           | Prima Veroli             | Andrea Costa Imola2, Roseto Basket                |
| 2009/10 | Enel New Basket Brindisi    | Banco di Sardegna Sassari | Prima Veroli             | Aurora Fileni Jesi2, AB Latina                    |
| 2010/11 | FastWeb Casale Monferrato1  | FastWeb Casale Monferrato | Prima Veroli             | Tezenis Verona2, Cestistica San Severo            |
| 2011/12 | Trenkwalder Reggio Emilia   | Enel New Basket Brindisi  | Enel New Basket Brindisi | Marcopoloshop.it Forli                            |
| 2012/13 | Sigma Barcellona1           | GiorgioTesiGroup Pistoia  | Bitumcalor Trento        | Aget Nature Imola2                                |

1  In dieser Spielzeit war der Hauptrundenerste kein Aufsteiger, sondern allein der Sieger der Play-offs.

2  Durch Lizenzrückgaben und -entzüge anderer Vereine war eine erneute Lizenzerteilung für eine weitere Spielzeit möglich.